# Panzerarmee Afrika
Die Panzerarmee Afrika, auch Panzer-Armee-Oberkommando Afrika (PzAOK Afrika), war eine Kommandobehörde des Heeres der Wehrmacht während des Zweiten Weltkrieges.

## Übersicht
Sie war Oberkommando jeweils wechselnder Armeekorps sowie zahlreicher Spezialtruppen und wurde am 1. September 1941 als Panzergruppe Afrika in Nordafrika durch die Vereinigung der italienischen Verbände mit dem Afrikakorps und weiteren deutschen Verbänden aufgestellt. Am 30. Januar 1942 erfolgte eine Umbenennung in Panzerarmee Afrika, während der Zweiten Schlacht von El Alamein gab es einen erneuten Namenswechsel in Deutsch-Italienische Panzerarmee im Oktober 1942. Die Armee kämpfte während ihrer Einsatzzeit stets auf dem nordafrikanischen Kriegsschauplatz gegen die britische 8. Armee. Nach Anfangserfolgen verloren die Streitkräfte der Achsenmächte nach der Niederlage in der Schlacht von Alam Halfa endgültig die Initiative.

## Panzergruppe Afrika
Am 1. September 1941 wurde das Deutsche Afrikakorps mit weiteren Einheiten zur Panzergruppe Afrika vereinigt, die unter das Kommando von Erwin Rommel gestellt wurde, wobei Ludwig Crüwell das Afrikakorps als Kommandierender General übernahm.

### Tobruk 1941
Nachdem das Afrikakorps aus den Stellungen in Libyen auf eigenmächtige Initiative Rommels bis vor Tobruk vorgestoßen war, stockte der Vormarsch der deutschen Truppen vor Tobruk und Sollum, wo alliierte Truppen Befestigungen unter anderem aus Minenfeldern, Panzergräben und Panzerabwehrnestern errichtet hatten.

### Operation Crusader

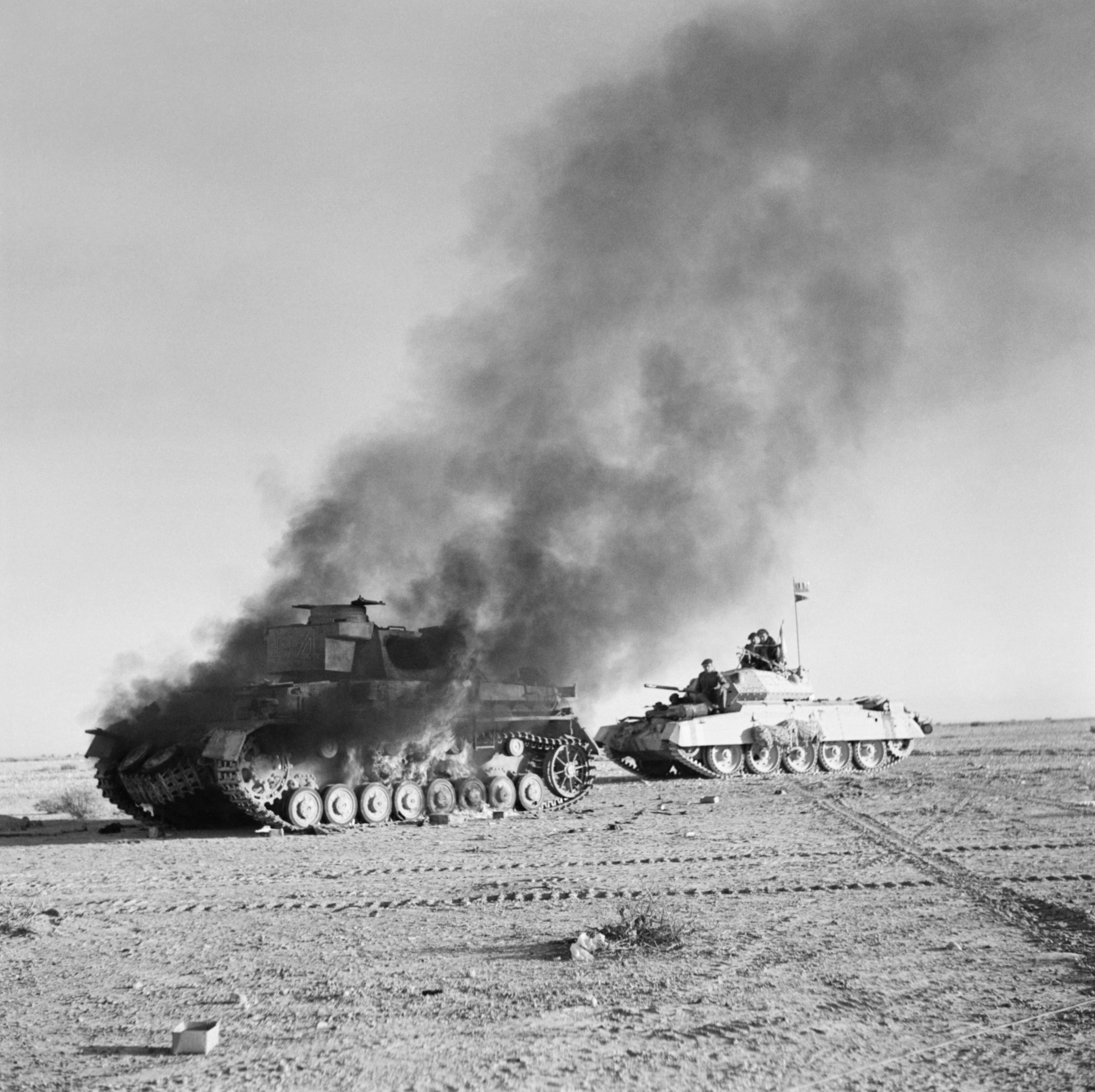
Abgeschossener deutscher Panzer IV, rechts britischer Crusader (27. November 1941)

Die deutsche Belagerung von Tobruk blieb bis November 1941 erfolglos, als eine britische Gegenoffensive unter dem Decknamen Operation Crusader anlief, um die eingeschlossenen Truppenteile zu entsetzen. Zu Beginn dieser Operation scheiterten erste britische Gegenangriffe unter hohen Verlusten am Widerstand der Panzerarmee Afrika, jedoch starteten alliierte Verbände am 18. November 1941 einen erneuten Angriff. Durch diesen Stoß konnten eingeschlossene alliierte Verbände aus der Umklammerung der Panzerarmee ausbrechen, die sich bis auf die Ausgangsstellung auf der westlichen Cyrenaika zurückzog.
Am 30. Januar 1942 wird die Kommandobehörde in Panzerarmee Afrika umbenannt.

## Panzerarmee Afrika
Im Januar 1942 konnte die umbenannte Panzerarmee Afrika durch Luftangriffe der Luftflotte 2 unter Albert Kesselring auf Knotenpunkte des britischen Nachschubs wie beispielsweise Malta die Initiative am afrikanischen Kriegsschauplatz erneut zurückgewinnen.
Tobruk 1942
Die Panzerarmee wurde durch Auffrischungen und Zuführungen von neuem Personal und Material erneut gestärkt und startete am 26. Mai 1942 das Unternehmen Theseus zur Eroberung der Hafenstadt Tobruk. Nach lange andauernden Kämpfen konnte die Armee schließlich die Stadt besetzen. Als Folge dieses Sieges wurde der Oberbefehlshaber der Panzerarmee, Erwin Rommel, zum Generalfeldmarschall befördert.

### Erste Schlacht von El Alamein
Deutsche Truppen stießen bis nach El Alamein vor, 100 Kilometer westlich von Alexandria. Dort fand im Juli 1942 die erste Schlacht von El Alamein zwischen der britischen 8. Armee und den deutsch-italienischen Verbänden statt. Die Schlacht endete in einem strategischen Patt, wobei der deutsche Vorstoß gestoppt wurde. Entscheidend dafür waren auch die starken Nachschubprobleme auf Seiten der Achsenmächte.

### Schlacht von Alam Halfa
Zum Ende des Monats August 1942 startete die Panzerarmee nach einer temporären Verbesserung der Nachschublage in der Schlacht von Alam Halfa die letzte nicht-alliierte Offensive in Ägypten. Diese dauerte bis zum 6. September 1942 und scheiterte letztendlich aufgrund der starken britischen Verteidigung und Material- sowie Luftüberlegenheit.

### Zweite Schlacht von El Alamein
Nach langer Planungsphase startete die 8. Armee unter dem Kommando von Lieutenant General Bernard Montgomery am 23. Oktober 1942 die zweite Schlacht von El Alamein, in der 195.000 Commonwealth-Truppen 60.000 deutsch-italienischen Soldaten gegenüberstanden.

## Deutsch-Italienische Panzerarmee (Armata Corazzata Italo-Tedesca)

### Aufstellung
Zwei Tage nach den schweren britischen Angriffen auf die Truppen der Achsen-Streitkräfte bei El Alamein 25. Oktober wurde die Panzerarmee gemäß einer Vereinbarung zwischen dem Oberkommando der Wehrmacht und dem Comando Supremo in Deutsch-Italienische Panzerarmee (Armata Corazzata Italo-Tedesca) umbenannt, um das gemeinsame Schicksal der Bündnispartner auch nach außen deutlich zu machen.
Während der britischen Großoffensive wurden auch aufgrund des strikten Haltebefehls Hitlers die Reste der 132. Panzerdivision „Ariete“ vernichtet, und Rommel ordnete schließlich, ohne eine Genehmigung des Diktators abzuwarten, den nächtlichen Rückzug der Kräfte in den Raum Fuka an.

### Operation Torch – Die zweite Front
Am 8. November 1942 landeten britisch-amerikanische Verbände in Französisch-Nordafrika unter dem Decknamen Operation Torch. Im neu entstandenen Zweifrontenkrieg mussten die Truppen der Panzerarmee am 13. November 1942 Tobruk und Ende Januar 1943 auch ganz Libyen aufgeben. Auf dem Rückzug wurden von den Pionieren der Achsentruppen Straßen und Brücken gesprengt sowie viele Sprengfallen gelegt, um den Vorstoß der 8th Army zu verlangsamen. Am 15. November hatte die deutschen Truppen, abgesehen von der 90. leichten Afrika-Division, keinen Kraftstoff mehr. Doch am 17. November erreichte Nachschub die Verbände und auf dem weiteren Rückzug wurde am 19. November Benghazi aufgeben. Die Panzerarmee bezog nach 800 km Rückzug Stellung in der Mersa-el-Berga-Stellung.
Am 26. November flog Rommel, nachdem er kurzzeitig das Kommando an den General der Panzertruppe Gustav Fehn übergeben hatte, nach Ostpreußen, um mit Hitler persönlich über die Situation in Afrika zu sprechen. Nach einem heftigen Ausbruch Hitlers, nach dem Vortrag Rommels und der Empfehlung Afrika aufzugeben am 28. November, kam es am 29. November zu einem weiteren Gespräch mit Hitler. Es folgten weitere Gespräche mit Göring, Mussolini und Kesselring zur Lage in Afrika, welche die Lage der Panzerarmee jedoch nicht verbesserten.
Am 15. Dezember begann der Angriff der 8th Army auf die Mersa-el-Berga-Linie. Hierbei sollte die 2nd Newzealand Division die Front südlich umgehen. Nachdem die Aufklärung der Panzerarmee dieses Manöver erkannte, hollte Rommel beim Comando Supremo die Genehmigung für einen weiteren Rückzug nach Osten ein. Die neue Abwehrlinie lag fast 300 Kilometer östlich von Tripolis und Rommel erhielt von Hitler den Befehl diese Linie bis zum letzten Mann zu halten. Doch Hitler wurde überzeugt einen Rückzug bis an die libysch-französische Grenze zu erlauben. Das Comando Supremo wollte die alten französischen Grenzbefestigungen nutzen und genehmigte den Rückzug auf diese Stellungen.
Diese Genehmigung nutzte die Panzerarmee erst nach dem 15. Januar und wich vor dem starken Druck von Montgomery's 8th Army auf die Mareth-Linie aus. Tripolis musste aufgegeben werden und deutsche Pioniere zerstörten die Hafenanlagen durch Sprengung. Am 23. Januar kapitulierte Tripolis. Am 12. Februar 1943 verließen die letzten Soldaten der Achsenmächte Libyen.

## Heeresgruppe Afrika
Die Armee zog sich schließlich nach Tunesien zurück, aus ihrem Oberkommando wurde dort am 22. Februar 1943 das Oberkommando der Heeresgruppe Afrika gebildet, dem die deutsche 5. Panzerarmee im Nordwesten und die mit den bisherigen Verbänden der Deutsch-Italienischen Panzerarmee neu aufgestellte italienische 1. Armee unter Giovanni Messe an der Mareth-Linie unterstanden.

## Gliederung
20. September 1941
- XXI. italienisches Armeekorps
- Deutsches Afrikakorps
- 15. Panzer-Division
- Divisions-Kommando z.b.V. Afrika

September 1942
- X. italienisches Armeekorps
- XXI. italienisches Armeekorps
- XX. italienisches Armeekorps (mot.)
- Deutsches Afrikakorps
- 133. italienische Panzerdivision „Littorio“

 November 1942 
- Luftwaffen-Jägerbrigade Ramcke (Generalmajor Hermann-Bernhard Ramcke)
- 90. leichte Afrika-Division
- 164. leichte Afrika-Division
- 131. italienische Panzerdivision „Centauro“
- 19. Flak-Division

Deutsches Afrikakorps (Generalleutnant Wilhelm Ritter von Thoma)
- 21. Panzer-Division
- 15. Panzer-Division
- 16. italienische Infanteriedivision „Pistoia“
- 136. italienische Division „Giovani Fascisti“ (Jungfaschisten)

XX. italienisches Armeekorps (mot.) (Generalleutnant Giuseppe de Stephanis)
- 132. italienische Panzerdivision „Ariete“
- 133. italienische Panzerdivision „Littorio“
- 101. italienische motorisierte Infanteriedivision „Trieste“

X. italienisches Armeekorps (Generalleutnant Edoardo Nebba)
- 27. italienische Infanteriedivision „Brescia“
- 17. italienische Infanteriedivision „Pavia“
- 185. italienische Fallschirmjägerdivision „Folgore“

XXI. italienisches Armeekorps (Generalleutnant Enea Navarini)
- 102. italienische motorisierte Infanteriedivision „Trento“
- 25. italienische Infanteriedivision „Bologna“

Februar 1943
- XXI. italienisches Armeekorps
- Deutsches Afrikakorps
- 164. leichte Afrika-Division
- Fallschirmjäger-Brigade Ramcke

## Oberbefehlshaber der Armee
| Dienstgrad                               | Name                     | Datum                                       |
| ---------------------------------------- | ------------------------ | ------------------------------------------- |
| General der Panzertruppe / Generaloberst | Erwin Rommel             | 1. September 1941 bis 9. März 1942          |
| General der Panzertruppe                 | Ludwig Crüwell           | 9. März bis 19. März 1942 (mdFb)            |
| Generaloberst / Generalfeldmarschall     | Erwin Rommel             | 19. März bis 22. September 1942             |
| General der Panzertruppe                 | Georg Stumme             | 22. September bis 24. Oktober 1942 (mdFb)   |
| Generalleutnant                          | Wilhelm Ritter von Thoma | 24. Oktober bis 25. Oktober 1942 (mdstvFb)  |
| Generalfeldmarschall                     | Erwin Rommel             | 25. Oktober bis 26. November 1942           |
| General der Panzertruppe                 | Gustav Fehn              | 26. November bis 2. Dezember 1942 (mdstvFb) |
| Generalfeldmarschall                     | Erwin Rommel             | 2. Dezember 1942 bis 22. Februar 1943       |